# Tiếng Palawano
Tiếng Palawano là một ngôn ngữ được nói tại tỉnh Palawan của Philippines. Trên thực tế ngôn ngữ này gồm 3 phương ngữ không thể hiểu lần nhau
- Phương ngữ Palawano Brooke's Point: 14.367 người
- Phương ngữ Trung Palawano: 12.000 người
- Phương ngữ đông nam Palawano: 12.000 người